# Jack Marton
Jack Marek Marton (7 de julio de 1992) es un deportista australiano que compite en taekwondo. Ganó tres medallas en el Campeonato de Oceanía de Taekwondo entre los años 2016 y 2019.

## Palmarés internacional
| Campeonato de Oceanía | Campeonato de Oceanía | Campeonato de Oceanía | Campeonato de Oceanía |
| Año                   | Lugar                 | Medalla               | Categoría             |
| --------------------- | --------------------- | --------------------- | --------------------- |
| 2016                  | Suva (Fiyi)           | Medalla de oro        | –80 kg                |
| 2018                  | Mahina (Francia)      | Medalla de oro        | –80 kg                |
| 2019                  | Apia (Samoa)          | Medalla de plata      | –80 kg                |